# Lommetørklæde
Et lommetørklæde er et lille, ofte firkantet, kantsyet stykke stof til at pudse næse i eller tørre øjne med. Det hedder lommetørklæde, fordi det har en størrelse, som gør, at det kan medbringes i en bukse- eller jakkelomme. Lommetørklædet kaldes også lommeklud eller, mere slangpræget, snotklud. Lommetørklæder har tidligere været meget anvendt af kvinder såvel som af mænd. Blandt de økonomisk bedrestillede kvinder var lommetørklæderne ofte pyntet med blonder, mens mændenes var enklere syet. Efterhånden er det stort set kun mænd, der bruger stoflommetørklæder. I det hele taget bruger de fleste mennesker i det nordlige Europa og Amerika i dag papirslommetørklæder frem for de traditionelle af bomuld. Dog ser man stadig pyntelommetørklæder i brystlommen på en habit eller smoking. I den forbindelse skelner englændere og amerikanere mellem fire basale måder at folde lommetørklædet på: the four-point, the triangle, the square og the puff.
 Der er for få eller ingen kildehenvisninger i denne artikel, hvilket er et problem. Du kan hjælpe ved at angive troværdige kilder til de påstande, som fremføres i artiklen.